# Agrostis capillaris
La yerba fina (Agrostis capillaris) es una especie de planta herbácea de la familia de las poáceas. Es originaria de Eurasia y ha sido ampliamente introducida en muchas partes del mundo.

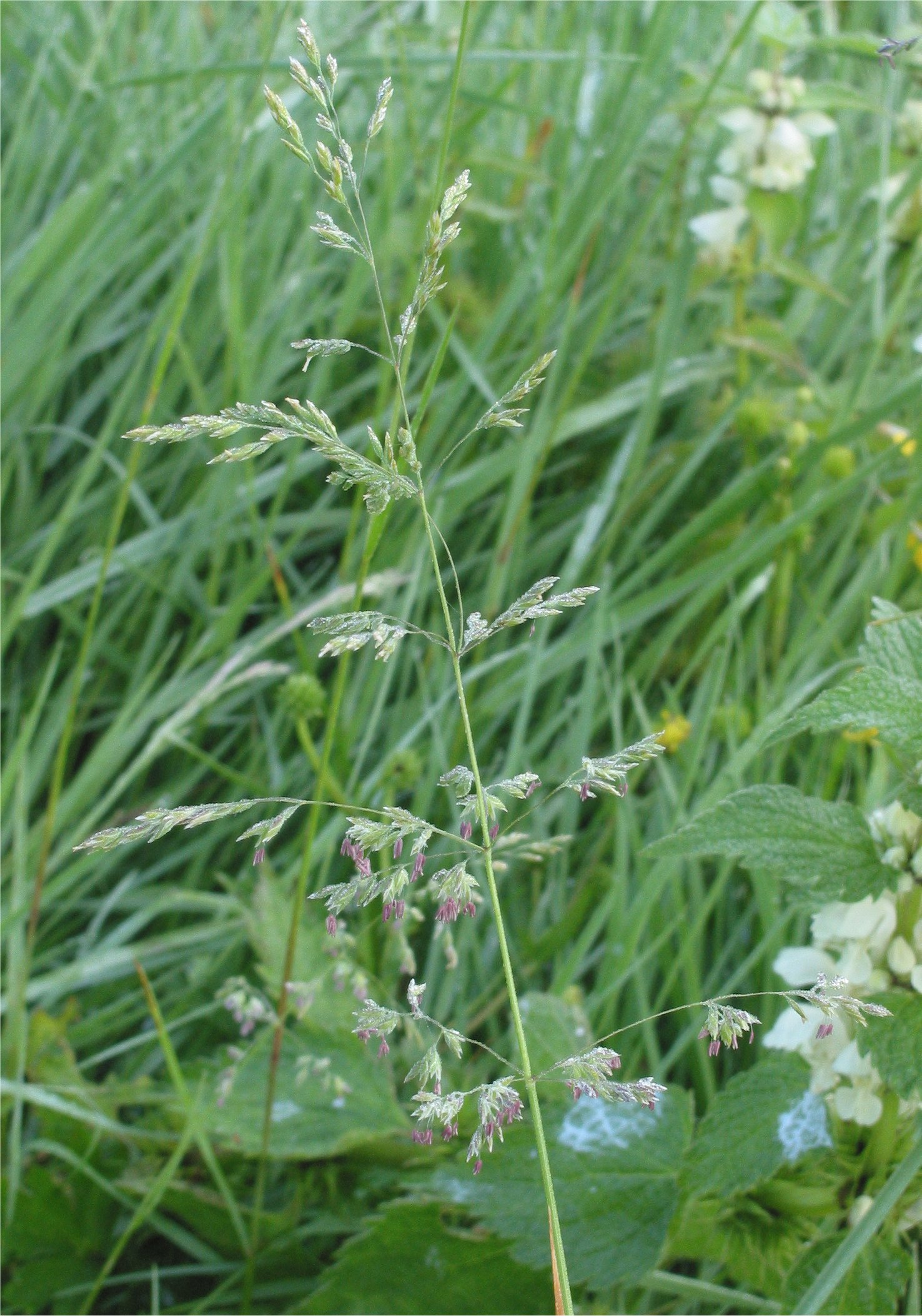
Vista de la planta

## Descripción
Es una planta perenne rizomatosa o estolonífera. Tiene tallos de 10-70 cm de altura, decumbentes; entrenudos alargados 4-10. Hojas basales y caulinares, glabras; lígula de las hojas basales de 0.2-1 mm, de las hojas caulinares 1-2.9 mm; láminas hasta 15 cm x 1-5 mm, generalmente involutas en las hojas basales, aplanadas en las hojas caulinares. Panícula de 10-20 x 2-7 cm, ovoide-piramidal, abierta; ramas ascendentes a patentes, ramificadas por debajo de la mitad; pedicelos más cortos que las espiguillas, adpresos. Espiguillas 2-3.5 mm; glumas subiguales, acuminadas; lema 1.3-2.6 mm, glabra, eroso-truncada, raramente con una arista recta, insertada de 1/4 arriba de la base; pálea de 0.7-1.3 mm, enervia; callo escasamente peloso; anteras de 1 mm; raquilla no prolongada.

## Taxonomía
Agrostis capillaris fue descrita por Carlos Linneo y publicado en Species Plantarum 1: 62. 1753.
Etimología
Ver: Agrostis
capillaris: epíteto latino que significa "como pelos".
Sinonimia
- Agrestis polymorpha (Huds.) Bubani
- Agrostis atropurpurea Steud.
- Agrostis atroviolacea Sennen
- Agrostis ceretana Sennen
- Agrostis claudii Sennen
- Agrostis diffusa Spreng.
- Agrostis divaricata Hoffm.
- Agrostis dubia DC.
- Agrostis ericetorum Bergeret
- Agrostis exilis Loisel.
- Agrostis hispida Willd.
- Agrostis hornungiana Schur
- Agrostis laxa Gray
- Agrostis lithuanica Besser
- Agrostis maritima L. ex B.D.Jacks.
- Agrostis navarroi Sennen
- Agrostis palustris var. stricta (Roem. & Schult.) House
- Agrostis polymorpha Huds.
- Agrostis pumila L.
- Agrostis retroflexa Balb.
- Agrostis rubra var. pumila (L.) Wimm. & Grab.
- Agrostis simulans Hemsl.
- Agrostis stricta Willd.
- Agrostis sylvatica Huds.
- Agrostis tarda Drude
- Agrostis tenuis Sibth.	S
- Agrostis trinervata Trin.
- Agrostis umbrosa Schur [
- Agrostis vernalis Trin.
- Agrostis versicolor Trin.
- Agrostis violacea Sennen
- Agrostis vulgaris With.
- Aira tenorei Fuckel ex Willk. & Lange
- Decandolia pumila (L.) T.Bastard
- Decandolia vulgaris (With.) T.Bastard
- Milium hispidum (Willd.) Lag.
- Trichodium arenicola Asch. & Graebn.
- Trichodium capillare (L.) Roth
- Trichodium strictum Roem. & Schult.
- Vilfa alba var. sylvatica (Huds.) Gray
- Vilfa divaricata (Hoffm.) Gray
- Vilfa divaricata var. pumila (L.) Gray
- Vilfa hispida (Willd.) P.Beauv.
- Vilfa pumila (L.) P.Beauv.
- Vilfa sylvatica (Huds.) P.Beauv.
- Vilfa vulgaris (With.) P.Beauv.
- Vilfa vulgaris (With.) Gray[9][10]

## Usos
Vangronsveld et al. (1996) mostraron que sembrando una mezcla de semillas de Agrostis capillaris y Festuca rubra se podía revegetar un suelo contaminado por metales ferrosos.